# 欧洲现实不服从阵线 (希腊)
欧洲现实不服从阵线（希臘語：ΜέτωποΕυρωπαϊκήςΡεαλιστικήςΑνυπακοής，缩写为）是希腊的一个左翼政党。该党成立于2018年3月27日。该党的意识形态是民主社会主义、进步主义、亲欧洲主义、自由社会主义。该党的总书记是扬尼斯·瓦鲁法基斯。该党的总部位于雅典。该党是进步国际和欧洲民主运动2025的成员。